# 勒福 (清朝)
勒福（？—？），镶白旗人，是一名清朝政治人物。
勒福曾于1764年接替觉罗永会任松江府知府一职，同年由杨长林接任。